# Leichtathletik-Länderkampf der Frauen 1985 BR Deutschland – USA
| 13. Leichtathletik-Länderkampf mit bundesdeutscher Beteiligung 1985 | 13. Leichtathletik-Länderkampf mit bundesdeutscher Beteiligung 1985 |
| ------------------------------------------------------------------- | ------------------------------------------------------------------- |
|                                                                     |                                                                     |
| Ländervergleich der Frauen: BR Deutschland – USA                    |                                                                     |
| Austragungsort                                                      | Bremen                                                              |
| Wettbewerbe                                                         | 16                                                                  |
| Datum                                                               | 29./30. Juni                                                        |
| 1. USA 2. FRG                                                       | 96 Punkte 72 Punkte                                                 |
| Chronik                                                             |                                                                     |
| ← FRG-USA (M)                                                       | BEL-FRG-POL (M) →                                                   |

Der dreizehnte Vergleich des Länderkampfjahres 1985 bestand in einem eigenen Länderkampf der bundesdeutschen Frauen gegen die USA, der parallel zur Veranstaltung der Männer am 29./30. Juni in Bremen stattfand. Die Bilanz der deutschen Leichtathletinnen gegen die US-Amerikanerinnen fiel deutlich positiver aus als die ihrer männlichen Kollegen. In neun Aufeinandertreffen hatte Deutschland sieben Mal gewonnen und nur zwei Mal verloren.

## Modus
Ausgetragen wurden alle fünfzehn Disziplinen, die ab 1984 bei Olympischen Spielen auf dem Programm standen. Darüber hinaus fand ein 5000-Meter-Bahngehen statt, sodass es bei diesem Länderkampf insgesamt sechzehn Wettbewerbe gab – die höchste Zahl an Disziplinen, die bei einem Länderkampf der deutschen Frauen bisher ausgetragen wurde. Gewertet wurde in beiden Begegnungen nach dem Standardsystem.

## Ergebnis
Die Begegnung stand im Zeichen deutlicher Überlegenheit der US-Amerikanerinnen. Nur im Bereich Sprung waren die bundesdeutschen Leichtathletinnen mit zwei Disziplinerfolgen gegenüber ihren Gegnerinnen stärker, die hier keinen Sieg davontrugen. In den Einzelläufen entschieden die US-Vertreterinnen sieben Wettbewerbe für sich, die Bundesrepublik lag hier einmal vorn. Beide Staffeln und das Bahngehen gingen an die USA. In der Kategorie Wurf/Stoß erzielten die US-Amerikanerinnen zwei Siege, die bundesdeutschen Sportlerinnen einen. Damit musste das in diesem Jahr nicht so starke bundesdeutsche Frauenteam mit 72 zu 96 Punkten eine Niederlage hinnehmen.

## Resultate

### 100 m
| Platz | Athletin          | Land | Zeit (s) |
| ----- | ----------------- | ---- | -------- |
| 1     | Pam Marshall      | USA  | 11,12    |
| 2     | Heidi-Elke Gaugel | FRG  | 11,43    |
| 3     | Michelle Finn     | USA  | 11,48    |
| 4     | Andrea Bersch     | FRG  | 11,83    |

Datum: 29. Juni
Wind: +2,9 m/s

### 200 m
| Platz | Athletin          | Land | Zeit (s) |
| ----- | ----------------- | ---- | -------- |
| 1     | Pam Marshall      | USA  | 22,65    |
| 2     | Heidi-Elke Gaugel | FRG  | 23,00    |
| 3     | Gwen Torrence     | USA  | 23,11    |
| 4     | Andrea Bersch     | FRG  | 23,56    |

Datum: 30. Juni
Wind: +1,3 m/s

### 400 m
| Platz | Athletin             | Land | Zeit (s) |
| ----- | -------------------- | ---- | -------- |
| 1     | Diane Dixon          | USA  | 51,59    |
| 2     | Christiane Brinkmann | FRG  | 53,41    |
| 3     | Ute Thimm            | FRG  | 53,53    |
| 4     | Tanya Mclntosh       | USA  | 54,68    |

Datum: 29. Juni

### 800 m
| Platz | Athletin              | Land | Zeit (min) |
| ----- | --------------------- | ---- | ---------- |
| 1     | Claudette Groenendaal | USA  | 2:03,03    |
| 2     | Louise Romo           | USA  | 2:03,64    |
| 3     | Margrit Klinger       | FRG  | 2:03,76    |
| 4     | Gabriela Lesch        | FRG  | 2:04,48    |

Datum: 30. Juni

### 1500 m
| Platz | Athletin            | Land | Zeit (min) |
| ----- | ------------------- | ---- | ---------- |
| 1     | Brigitte Kraus      | USA  | 4:15,56    |
| 2     | Leann Warren        | USA  | 4:15,62    |
| 3     | Darlene Beckford    | FRG  | 4:16,31    |
| 4     | Claudia Borgschulze | FRG  | 4:21,42    |

Datum: 29. Juni

### 3000 m
| Platz | Athletin       | Land | Zeit (min) |
| ----- | -------------- | ---- | ---------- |
| 1     | Cathy Branta   | USA  | 9:06,26    |
| 2     | Mary Knisley   | USA  | 9:06,33    |
| 3     | Birgit Schmidt | FRG  | 9:10,46    |
| 4     | Sigrid Wulsch  | FRG  | 9:12,14    |

Datum: 29. Juni

### 100 m Hürden
| Platz | Athletin                | Land | Zeit (s) |
| ----- | ----------------------- | ---- | -------- |
| 1     | Benita Fitzgerald-Brown | USA  | 13,02    |
| 2     | Ulrike Denk             | FRG  | 13,04    |
| 3     | Claudia Reidick         | FRG  | 13,24    |
| 4     | Rhonda Blanford         | USA  | 15,06    |

Datum: 30. Juni
Wind: +0,4 m/s

### 400 m Hürden
| Platz | Athletin          | Land | Zeit (s) |
| ----- | ----------------- | ---- | -------- |
| 1     | Judi Brown-King   | USA  | 56,08    |
| 2     | Latanya Sheffield | USA  | 57,11    |
| 3     | Sabine Everts     | FRG  | 57,57    |
| 4     | Beate Holzapfel   | FRG  | 59,18    |

Datum: 29. Juni

### 4 × 100 m Staffel
| Platz | Besetzung      | Land                                                | Zeit (s) |
| ----- | -------------- | --------------------------------------------------- | -------- |
| 1     | USA            | Gwen Torrence Michelle Finn Smith Pam Marshall      | 43,96    |
| 2     | BR Deutschland | Resi März Andrea Bersch Heidi-Elke Gaugel Ute Thimm | 44,15    |

Datum: 29. Juni

### 4 × 400 m Staffel
| Platz | Besetzung      | Land                                                 | Zeit (min) |
| ----- | -------------- | ---------------------------------------------------- | ---------- |
| 1     | USA            | Roberta Belle Susan Shurr Tanya Mclntosh Diane Dixon | 3:30,18    |
| 2     | BR Deutschland | Mary Wagner Ute Thimm Gisela Gottwald Gaby Bußmann   | 3:31,85    |

Datum: 30. Juni

### 5000-m-Bahngehen
| Platz | Athletin              | Land | Zeit (min) |
| ----- | --------------------- | ---- | ---------- |
| 1     | Maryanne Torrellas    | USA  | 22:51,10   |
| 2     | Teresa Vaill          | USA  | 23:23,57   |
| 3     | Peggy Behring         | FRG  | 25:18,50   |
| 4     | Adelheid Zschieschang | FRG  | 25:30,42   |

Datum: 29. Juni

### Hochsprung
| Platz | Athletin        | Land | Höhe (m) |
| ----- | --------------- | ---- | -------- |
| 1     | Heike Redetzky  | FRG  | 1,92     |
| 2     | Louise Ritter   | USA  | 1,92     |
| 3     | Susanna Rössler | FRG  | 1,86     |
| 4     | Colleen Sommer  | USA  | 1,80     |

Datum: 30. Juni

### Weitsprung
| Platz | Athletin         | Land | Weite (m) |
| ----- | ---------------- | ---- | --------- |
| 1     | Sabine Everts    | FRG  | 6,70      |
| 2     | Ulrike Keller    | FRG  | 6,50      |
| 3     | Wendy Brown      | USA  | 6,41      |
| 4     | Sabrina Williams | USA  | 6,35      |

Datum: 30. Juni

### Kugelstoßen
| Platz | Athletin      | Land | Weite (m) |
| ----- | ------------- | ---- | --------- |
| 1     | Ramona Pagel  | USA  | 18,10     |
| 2     | Birgit Petsch | FRG  | 17,84     |
| 3     | Vera Schmidt  | FRG  | 17,57     |
| 4     | Peggy Pollock | USA  | 16,93     |

Datum: 30. Juni

### Diskuswurf
| Platz | Athletin       | Land | Weite (m) |
| ----- | -------------- | ---- | --------- |
| 1     | Carol Cady     | USA  | 60,34     |
| 2     | Dagmar Galler  | FRG  | 59,34     |
| 3     | Doris Gutewort | FRG  | 56,46     |
| 4     | Penny Neer     | USA  | 55,56     |

Datum: 29. Juni

### Speerwurf
| Platz | Athletin         | Land | Weite (m) |
| ----- | ---------------- | ---- | --------- |
| 1     | Beate Peters     | FRG  | 64,34     |
| 2     | Manuela Alizadeh | FRG  | 58,46     |
| 3     | Cathy Sulinski   | USA  | 56,60     |
| 4     | Lori Merger      | USA  | 55,32     |

Datum: 30. Juni